# Cynthia Irwin-Williams
Cynthia Irwin-Williams (Denver (Colorado), 14 d'abril de 1936 - Reno (Nevada), 15 de juny de 1990) fou una arqueòloga de la prehistòria del sud-oest americà. Es va graduar en antropologia a Radcliffe College el 1957; l'any següent va rebre una mestratge en el mateix camp. El 1963 va acabar la seva carrera educativa en antropologia amb un doctorat per la Universitat Harvard. Començà la seva carrera en la dècada de 1950, Irwin-Williams era considerada un "interruptor de terra" en el camp de l'arqueologia per les dones, igual que la seva amiga i seguidora Marie Wormington.

## Carrera arqueològica
Va treballar amb el seu germà, Henry Irwin, arqueòleg y company seu, a Colorado a partir de mitjans de la dècada de 1950 a 1960. El 1966 Irwin-Williams i el seu germà publicaren un llibre amb les seves troballes a les excavacions del jaciment Magic Mountain realitzada pel Museu Peabody de la Universitat Harvard el 1959-1960. També van treballar al proper i relacionat jaciment LoDaisKa entre 1958-1960.
En la dècada de 1960 va definir la cultura Picosa, una cultura arcaica de pobles de tres localitats interconnectades en artefactes i estils de vida. Aquelles àrees foren nomenades per Irwin-Williams: Conca Pinto (PI), tradició Cochise (CO) i San José (CA), que en el seu conjunt és "Picosa". Irwin-Williams desenvolupà la seqüència de la cultura arcaica Oshara, que seguí a la cultura Picosa, durant el seu treball a l'àrea d'Arroyo Cuervo del nord-oest de Nou Mèxic. Irwin va afirmar que els antics Pueblo o Anasazi desenvoluparen, almenys en part, d'Oshara.
El 1962, Irwin-Williams va dirigir l'equip que excavà per primer cop el jaciment de Hueyatlaco a Mèxic. Després d'una llarga malaltia crònica, Irwin-Williams va morir el 15 de juny de 1990 a Reno (Nevada).

## Publicacions
Irwin, Henry J.; Irwin, Cynthia C. (1966). Excavations at Magic Mountain: A Diachronic Study of Plains-Southwest Relations. Denver Museum of Natural History Proceedings Number 12. October 20, 1966.
Irwin-Williams, Cynthia, and C.Vance Haynes, Jr. (1970). "Climatic Change and Early Population Dynamics in the Southwestern United States." Quaternary Research. 1(1):59-71.
Irwin-Williams, Cynthia. (September 1973). "The Oshara Tradition: Origins of Anasazi Culture." Eastern New Mexico University Contributions in Anthropology. 5(1) Portales: Eastern New Mexico University Paleo-Indian Institute.
Irwin-Williams, Cynthia. (1979). "Post-Pleistocene Archaeology, 7000-2000 B.C." in Handbook of North American Indians. Washington, D.C.: Smithsonian Institution Press. 9 Southwest:31-42.
Irwin-Williams, Cynthia; Shelley, Phillip H. (editors) (1980). Investigations at the Salmon Site: The Structure of Chacoan Society in the Northern Southwest. Portales: Eastern New Mexico University Publications in Anthropology.
Irwin-Williams, Cynthia; Baker, Larry L. Baker (editors) (1991). Anasazi Puebloan Adaptation in Response to Climatic Stress: Prehistory of the Middle Rio Puerco Valley. pp. 325–341. On file, Bureau of Land Management, Albuquerque, NM.